# Rudolf Schrader
Rudolf Schrader (Magdeburgo, 17 marzo 1875 – Berwyn, 18 gennaio 1981) è stato un ginnasta e multiplista statunitense.

## Biografia
Nato in Germania, Schrader si unì al club di ginnastica Arbeiter Turnverein mentre era stipettaio. Nel 1890, si trasferì a Chicago dove già vivevano alcuni suoi familiari. Anche in Illinois lavorò come stipettaio e si unì ad un club di ginnastica, il Turnverein Vorwärts.
Schrader disputò la sua prima gara nazionale di ginnastica nel 1897. Partecipò ai Giochi olimpici di Saint Louis 1904 nelle gare di triathlon e ginnastica. Giunse settimo nel concorso a squadre (con il Turnverein Vorwärts), ottantaquattresimo nel concorso generale individuale, novantacinquesimo nel triathlon e sessantottesimo nel concorso a tre eventi.
Nel 1906, fu assunto da Sears, azienda per la quale lavorò fino al 1940. Schrader morì in Illinois nel 1981, all'età di 105 anni e 307 giorni. È stato l'olimpionico più longevo della storia fino al marzo del 2013 quando fu superato dal tiratore Walter Walsh.